# Asconio
Quinto Asconio Pediano (h. 9 a. C.- h. 76 d. C.) fue un gramático e historiador romano, probablemente oriundo de Patavium (Padua), como Tito Livio.

## Biografía
En sus últimos años residió en Roma, y allí murió, después de haber estado ciego durante doce años, con 85 años de edad. Durante los reinados de Claudio y Nerón compiló para sus hijos, de diversas fuentes, p.e. las Gacetas (Aetablica), informes taquigráficos o esbozos (commentarii) de los discursos inéditos de Cicerón, la biografía de Cicerón escrita por Tirón, discursos y cartas de contemporáneos de Cicerón, varios escritores históricos, p.e. Varrón, Ático, Antias, Tuditano y Fenestela —un contemporáneo de Livio a quien él a menudo critica— diversos comentarios históricos sobre los discursos de Cicerón, de los que sólo se conservan cinco, esto es, in Pisonem, pro Scauro, pro Milone, pro Cornelio e in toga candida, en una edición muy mutilada, bajo el título moderno Q. Asconii Pediani Orationvm Ciceronis qvinqve enarratio.
En una nota sobre el discurso pro Scauro, habla de Longo Cecina (m. 57 d. C.) como alguien que aún vive, mientras que sus palabras implican que Claudio (m. 54 d. C.) ya no vivía. Esta afirmación, por lo tanto, debe haberse escrito entre el año 54 y el 57. Estas notas valiosas, escritas en buen latín, se refieren principalmente a temas históricos y antiguos. Un comentario, de superior latinidad y principalmente de un carácter gramatical, sobre las oraciones Verrinas de Nerón, está considerada universalmente como espurio.

## Obras
Poggio encontró ambas obras en un manuscrito en San Galo en 1416. Este manuscrito se ha perdido, pero se hicieron tres transcripciones, por Poggio, Zomini (Sozómeno) de Pistoia y Bartolommeo da Montelciano. La de Poggio se encuentra actualmente en Madrid (Matritensis X. 81), y la de Zomini está en la biblioteca Forteguerri de Pistoia (n.º 37). Una copia de la transcripción de Bartolommeo existe en Florencia (Laur. 5). Los manuscritos posteriores derivan de la copia de Poggio.
Otras obras atribuidas a Asconio fueron:
- una vida de Salustio
- una defensa de Virgilio contra sus detractores
- un tratado (quizás un simposio imitando a Platón) sobre la salud y la vida larga.